# ماركو ماكسيموفيتش
ماركو ماكسيموفيتش هو لاعب كرة قدم بوسني في مركز الوسط، ولد في 15 يناير 1984 في جمهورية يوغوسلافيا الاشتراكية الاتحادية. شارك مع منتخب البوسنة والهرسك تحت 21 سنة لكرة القدم. أما مع النوادي، فقد لعب مع نادي إسترا 1961 ونادي بوراتس بانيا لوكا ونادي زغرب ونادي ساراييفو.